# Cervice uterina
La cervìce uterina (o collo dell'utero) è la porzione inferiore dell'utero. È rivolta in basso, verso la vagina, sulla quale si inserisce.

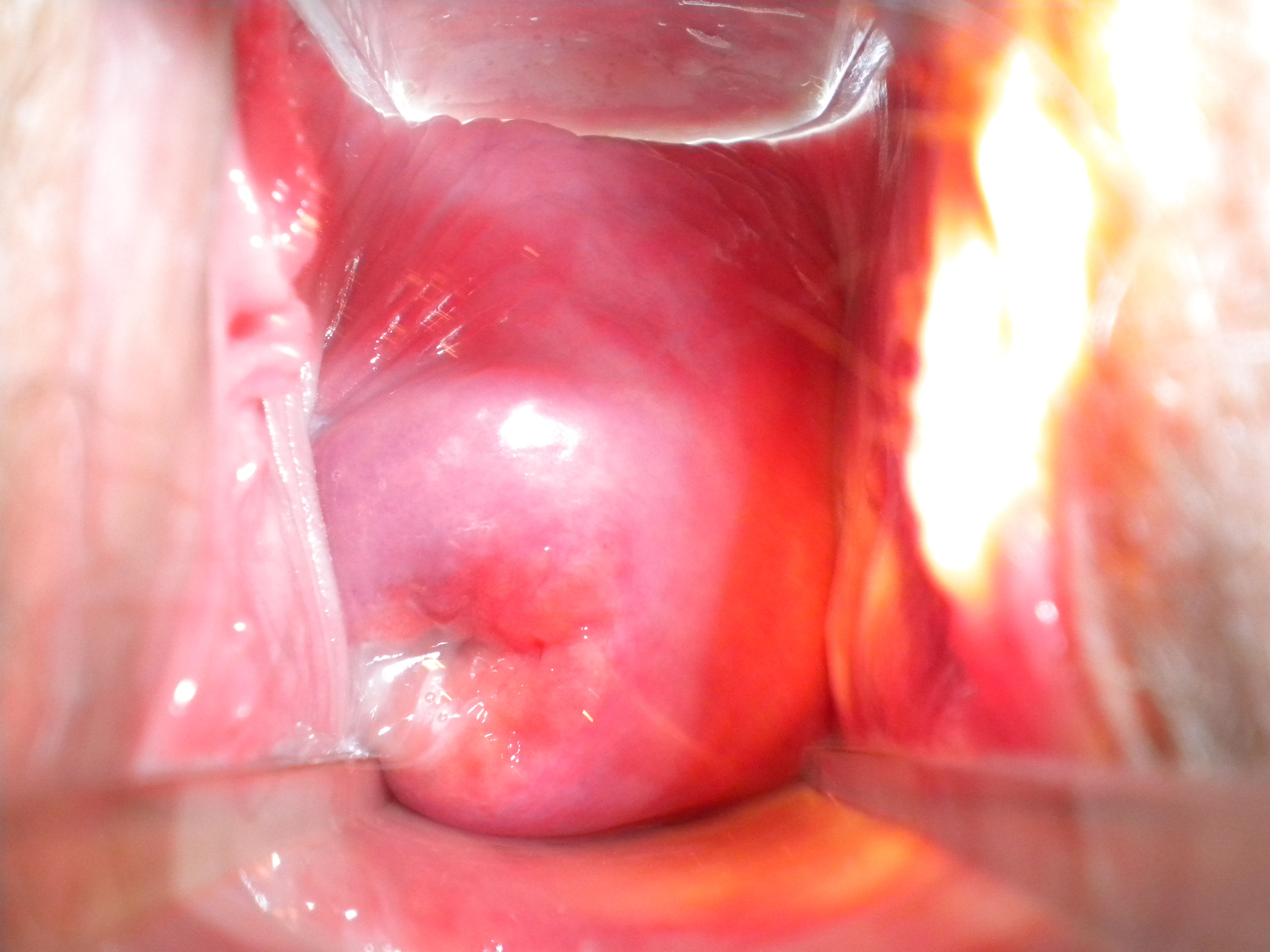
La cervice uterina

## Anatomia
La cervice uterina rappresenta il punto di giunzione tra il corpo dell'utero e la vagina. Ha un aspetto cilindrico, con un diametro trasverso inferiore rispetto al corpo e al fondo dell'utero. Possono essere distinte due porzioni, ben demarcate dalla presenza dell'istmo uterino.

### Porzione sopravaginale
Rappresenta la porzione immediatamente inferiore e posteriore al corpo dell'utero. Anteriormente ha rapporti con la porzione posteriore della vescica; posteriormente e lateralmente ha rapporti con le anse intestinali che occupano il cavo del Douglas e le fosse iliache.

### Porzione vaginale o ectocervice
Rappresenta la porzione di utero che protrude all'interno del canale vaginale formando il cosiddetto muso di tinca. Tale entità anatomica può essere osservata durante la visita ginecologica in seguito a dilatazione della vagina. Attorno al muso di tinca vengono a crearsi dei recessi vaginali chiamati fornici vaginali; il fornice vaginale anteriore è delimitato anteriormente dalla parete vaginale anteriore e posteriormente dal labbro anteriore del muso di tinca. Il fornice vaginale posteriore, più lungo, è delimitato anteriormente dal labbro posteriore del muso di tinca e posteriormente dalla parete vaginale posteriore.

### Canale endocervicale
Nella parte centrale del muso di tinca è ben visibile l'orifizio uterino esterno, fessura trasversale delimitata dal labbro anteriore e da quello posteriore. Il condotto che fa capo all'orifizio uterino esterno e che si approfonda nella cavità uterina in corrispondenza dell'orifizio uterino interno è detto canale endocervicale. All'interno del canale cervicale sono presenti delle pliche palmate che delimitano cripte cervicali deputate alla produzione di muco.

### Modificazioni fisiologiche nello sviluppo
Prima della pubertà la cervice rappresenta circa la metà della dimensione totale dell'utero. Con lo sviluppo, soprattutto in seguito a gravidanza, le dimensioni relative diminuiscono fino ad un terzo del totale, dato il notevole sviluppo longitudinale del corpo.

## Anatomia microscopica
Come per il corpo e il fondo dell'utero, il tessuto che compone lo spessore della cervice è costituito dal miometrio. L'endometrio presenta invece differenze tra la porzione sopravaginale e la porzione vaginale.

### Porzione sopravaginale: Endocervice
La tonaca mucosa della porzione sopravaginale è epitelio semplice colonnare (epitelio endocervicale) costituito da diverse cellule ciliate intercalate in numerose cellule muco secernenti. Queste popolazioni cellulari sono ancorate a una spessa lamina di connettivo denso che costituisce la lamina propria. Le cripte cervicali si approfondano nella lamina propria, costituendo una ricca rete di ghiandole tubulari ramificate secernenti muco, le cui caratteristiche fisico-chimiche variano a seconda delle fasi del ciclo. Qualora un'ostruzione del canale cervicale bloccasse la corretta clearance mucosa, le ghiandole possono trasformarsi in cavità cistiche contenenti muco; tale reperti anatomo-patologici prendono il nome di uova di Naboth.

### Porzione vaginale: Esocervice o "muso di tinca"
La tonaca mucosa della porzione vaginale viene definita mucosa esocervicale ed è in continuità con la mucosa vaginale attraverso una zona di transizione, dove termina bruscamente l'epitelio cilindrico semplice endocervicale. È costituita da un epitelio pavimentoso pluristratificato che tappezza l'ultima porzione del canale endocervicale a partire dall’orifizio uterino esterno su tutta la portio (muso di tinca) e da una lamina propria in papille mucose riccamente vascolarizzate. Non ci sono ghiandole.

### Giunzione squamocolonnare
La zona di transizione tra l'epitelio colonnare proprio dell'epitelio endocervicale e l'epitelio squamoso proprio della porzione esocervicale è definita giunzione squamocellulare. Nella giovane adulta, la giunzione squamocellulare è posizionata nel versante vaginale della cervice, mentre nella donna adulta la giunzione si approfonda all'interno del canale cervicale. Questa zona di transizione istologica assume una particolare importanza in oncologia essendo la zona anatomica maggiormente interessata dallo sviluppo del carcinoma della cervice uterina.

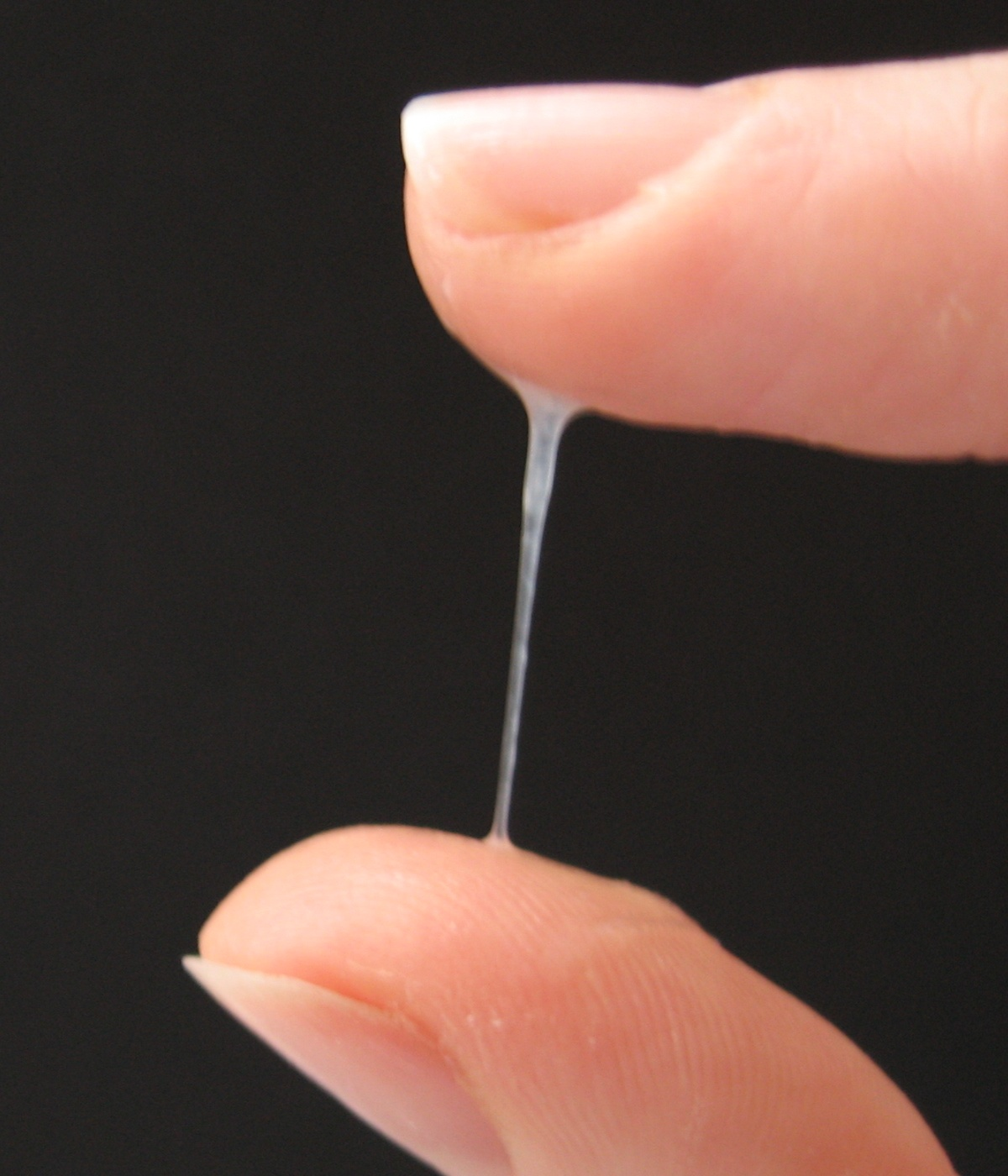
Muco cervicale raccolto con l'esplorazione digitale.

## Fisiologia
Alla fine del periodo mestruale, l'orifizio esterno è chiuso da un tappo mucoso denso ed acido, in grado di bloccare l'entrata degli spermatozoi nella cavità uterina ancora non predisposta per la gravidanza. In seguito, durante l'ovulazione, viene prodotto una maggiore quantità di muco, con una maggiore quantità di acqua e meno acido, ricco inoltre di trabecolature che guidano lo spermatozoo all'interno dell'utero. Tali reperti possono essere utilizzati per la valutazione empirica di fase ovulatoria (fertilità). Isolare infatti abbondante materiale mucoso, trasparente ed oleoso, in seguito ad esplorazione digitale è un reperto suggestivo (non certo) di periodo ovulatorio. Durante il parto la cervice può dilatarsi fino a raggiungere dimensioni di 8–10 cm.

### Muco cervicale
Le ghiandole dell'endocervice, in numero di diverse centinaia, producono ogni giorno da 20 a 60 mg di muco cervicale; tale quantità aumenta fino a 600 mg al momento dell'ovulazione. Questo muco viscoso, ricco di proteine come la mucina, varia per viscosità e contenuto d'acqua durante le varie fasi del ciclo mestruale. Queste variazioni di composizioni fanno sì che il muco possa fungere da barriera o, al contrario, da mezzo di trasporto per gli spermatozoi. Contiene elementi come calcio, sodio e potassio; composti organici come glucosio, amminoacidi e proteine; elementi in tracce come zinco, rame, ferro, manganese e selenio; acidi grassi liberi, enzimi come l'amilasi e prostaglandine.
La consistenza del muco è determinata dall'influenza degli ormoni estrogeni e progesterone. A metà del ciclo, nel periodo dell'ovulazione, gli elevati livelli di estrogeni determinano la produzione di un muco sieroso e alcalino per favorire l'ingresso e la sopravvivenza degli spermatozoi nell'utero. La ricchezza di elettroliti determina un caratteristico aspetto "a felce" osservabile al microscopio a basso ingrandimento nel muco essiccato. Infatti la disidratazione determina la cristallizzazione dei sali presenti nel muco, che assume l'aspetto delle foglie di felce. Il muco ha proprietà filamentose, spesso descritte con il termine tedesco Spinnbarkeit, più accentuate nel periodo dell'ovulazione.
In altre fasi del ciclo il muco è più denso e acido per l'azione del progesterone. Questo muco "infertile" agisce come una barriera per l'ingresso degli spermatozoi nell'utero. Anche le donne che assumono la pillola anticoncezionale hanno un muco denso per effetto dei progestinici contenuti. Un'altra possibile funzione del muco denso è proteggere dai patogeni il prodotto di un eventuale concepimento.
Durante la gravidanza si forma nel canale cervicale un tappo mucoso che funge da barriera protettiva sia verso l'ingresso di patogeni nell'utero, sia verso la perdita di liquido amniotico. Il tappo mucoso ha anche proprietà antibatteriche. Viene espulso solitamente all'inizio del parto o poco prima; l'espulsione è visibile sotto forma di perdita di muco tinto di sangue.

## Patologia
La presenza di una cervice corta è la condizione più strettamente associata a parto prematuro. Alcuni interventi chirurgici come la crioterapia, la conobiospia e la procedura di escissione elettrochirurgica ad ansa (utilizzati per la prevenzione del carcinoma della cervice uterina) possono essere responsabili della condizione di cervice uterina corta. La patologia infettiva più spesso associata a cervicite è sostenuta da Candida albicans, Neisseria gonorrhoeae, Chlamydia e Mycoplasma. Le forme virali sono invece sostenute da herpes simplex, citomegalovirus e papillomavirus. Quest'ultimo, unitamente ad altri fattori e condizioni di rischio, è responsabile del carcinoma della cervice uterina.

## Immagini correlate

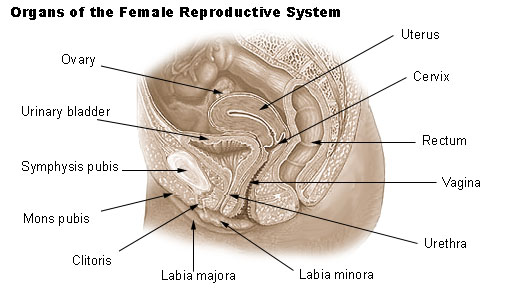
Organi dell'apparato genitale femminile.
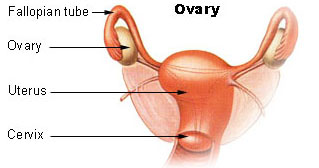
Rappresentazione dell'utero in corretta proiezione spaziale. La cervice uterina protrude nella porzione superiore del canale vaginale.
Utero e tube di falloppio. È indicata la zona anatomica corrispondente alla superficie uterina.
Parte superiore della vagina e utero.